# Confederació Internacional de Joc de Pilota
La Confederació Internacional de Joc de Pilota (més coneguda per les sigles CIJB, en francés Confederation Internationale du Jeu de Balle), fundada el 13 de maig de 1928, és l'organització que coordina les activitats dels diversos jocs de pilota derivats del Jeu de paume.
Des del 2009, la seu permanent és a València, i hom estableix que els idiomes oficials de treball són el castellà, el francés, l'italià, el neerlandés i el valencià.
En formen part les federacions de les modalitats locals d'Anglaterra, Argentina, Bèlgica, Colòmbia, Equador, França, Itàlia, Mèxic, Països Baixos, Uruguai, i la Federació de Pilota Valenciana per part espanyola.
Atés que a cada país les regles comunes han patit lleugers canvis, la CIJB ha inventat dos modalitats per posar en comú les modalitats de joc directe (joc internacional) i joc indirecte (frontó internacional). És així com cada any hi ha Campionats Internacionals de Pilota: Els anys senars europeus i els parells mundials.

## Membres
- Anglaterra
  - England Handball Arxivat 2010-08-06 a Wayback Machine.
- Argentina
  - Agrupación Argentina de Pelota a Mano Arxivat 2007-08-03 a Wayback Machine.
- Bèlgica
  - Fédération royale nationale de balle pelote / Koninklijke nationale kaatsbond Arxivat 2007-12-13 a Wayback Machine.
- Colòmbia
  - Federación Colombiana de Pelota
- Equador
  - Asociación de Pelota Nacional
- França
  - Fédération française de Jeu de Paume
- Itàlia
  - Federazione Italiana Pallapugno
- Mèxic
  - Federación Mexicana de Juegos y Deportes Autóctonos y Tradicionales Arxivat 2007-07-17 a Wayback Machine.
- Països Baixos
  - Koninklijke Nationale Kaats Bond
- Espanya
  - Federació de Pilota Valenciana
- Uruguai
  - Federación Uruguaya de Pelota